# Bipassalozetes rugosus
Bipassalozetes rugosus är en kvalsterart som först beskrevs av Sitnikova 1975.  Bipassalozetes rugosus ingår i släktet Bipassalozetes och familjen Passalozetidae. Inga underarter finns listade.